# Ondřej Havelka (cestovatel)
Ondřej Havelka (* 24. května 1980 Jablonec nad Nisou) je český cestovatel, religionista, teolog, spisovatel a podnikatel.

## Život
Narodil se 24. května 1980 v Jablonci nad Nisou. Procestoval více než 110 zemí celého světa. V letech 2004 a 2005 uskutečnil spolu s Michaelou Lorencovou (od roku 2008 Havelkovou) unikátní dvouletou cestu stopem a pěšky přes celou Afriku. Na svých výpravách se zaměřuje na odlehlá domorodá etnika, jejich kulturu, historii a zejména religiozitu. Napsal více než 300 reportáží a několik knih. Vystudoval humanitní vědy na Univerzitě Hradec Králové (summa cum laude), teologii na Univerzitě Karlově v Praze (summa cum laude), management na CBS v Praze a etiku na Univerzitě Karlově v Praze (summa cum laude). Rigorózní řízení a doktorské studium absolvoval na Katolické teologické fakultě Univerzity Karlovy v Praze. Zabývá se mezikulturním a mezináboženským dialogem. V posledních publikacích propojuje filozofii cestování s teologií a biblistikou.
Je předním znalcem afrických náboženství s mezinárodním dosahem. Jeho přínos světové religionistice a afrikanistice spočívá v rozsáhlém terénním výzkumu v těžko dostupných oblastech celé Afriky, i v originální vědecké reflexi unikátních synkretismů tradičních afrických náboženství s křesťanstvím a islámem.
Publikuje reportáže v předních geografických, společenských a odborných (teologických a religionistických) magazínech, píše knihy, pořádá fotografické výstavy, přednáší na akademické půdě, na konferencích i v médiích.
Dlouhodobě se odborně i popularizačně věnuje tradičním africkým náboženstvím i jejich vztahu k africkému křesťanství a islámu. Popularizační texty publikuje na serveru Seznam.cz, v Náboženském infoservisu, Hedvábné stezce, Trekingu, Tarsiciu, Koktejlu, Lidé a Země a dalších.

## Ocenění
Hlavní novinářská cena Czech Travel Press za článek o náboženských rituálech ve světě.

## Iniciativa "Cestovatelé pro mezináboženský dialog"
Havelka je zakladatelem iniciativy "Cestovatelé pro mezináboženský dialog".

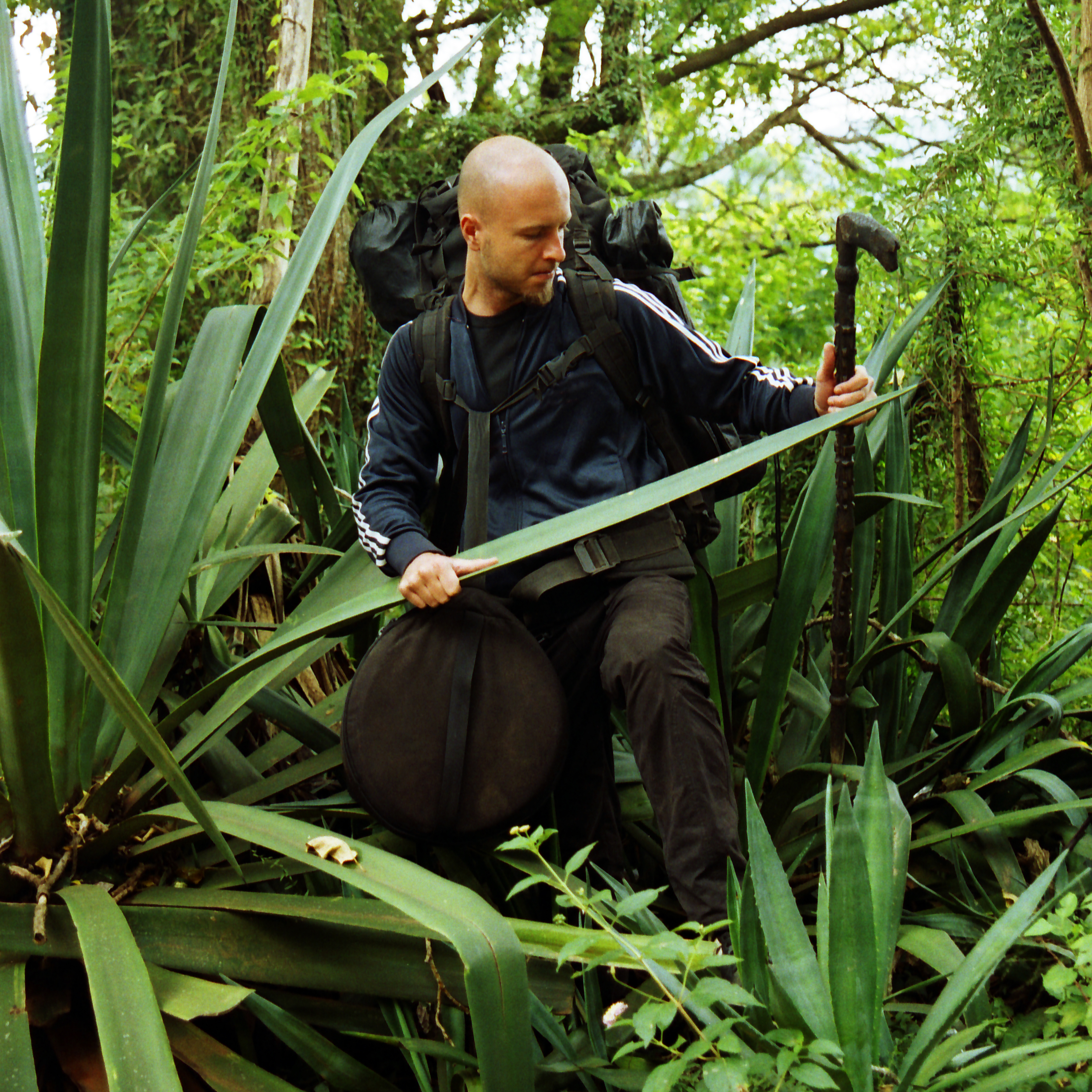
Dr. Ondřej Havelka (cestovatel)

## Knihy[26]
- Havelka, Ondřej – Lorencová Michaela. Nahá Afrika, Mladá fronta, Praha 2006. ISBN 80-204-1537-8
- Havelka, Ondřej. Cesta vzhůru cestou v dál ZÁPADNÍ AFRIKOU, Gen, Praha 2011. ISBN 80-86681-77-7
- Havelka, Ondřej. Podivuhodná dobrodružství trpaslíka Feriny, IN, Jablonec nad Nisou 2015. (ilustrace Kristýna Plíhalová) ISBN 978-80-87821-02-2
- Havelka, Ondřej. Cesta k branám Damašku VÝCHODNÍ AFRIKOU, Akbar, Praha 2016. ISBN 978-80-906325-0-9
- Havelka, Ondřej. Jak se trpaslík Ferina stal egyptským faraonem, Akbar, Praha 2016. (ilustrace Kristýna Plíhalová) ISBN 978-80-906325-1-6
- Havelka, Ondřej. Starý zákon pohledem cestovatele: Bible jako nejstarší cestopis odhalující smysl Cesty, Akbar, Praha 2019. ISBN 978-80-906325-2-3
- Havelka, Ondřej. Nový zákon pohledem cestovatele: Bible jako cestopis odhalující směr a smysl Cesty do nebeského Jeruzaléma, Akbar, Praha 2019. ISBN 978-80-906325-3-0
- Havelka, Ondřej. Jak se trpaslík Ferina rozplynul štěstím: Africká dobrodružství Feriny a jeho přátel, Akbar, Praha 2019. ISBN 978-80-906325-4-7
- Havelka, Ondřej. Náboženský šok: religiózní otřesy v odlišných náboženstvích a kulturách, mezináboženský dialog a praktická religionistika poutnickou perspektivou, Akbar, Praha 2021. ISBN 978-80-906325-5-4 (recenzovaná monografie)
- Havelka, Ondřej. Africká náboženství: religionistika, teologie, afrikanistika. Dingir, Praha 2024. ISBN 978-80-86779-57-7 (recenzovaná monografie, recenzovali: prof. Kropáček, dr. Klapetek)[27]
- Politik, psychopat, zabiják. Granite Design, Praha 2025. (vydáno pod uměleckým jménem Daniel Temnota) ISBN 978-80-906325-6-1
- Havelka, Ondřej. Kulturní šok. In: Veverková, Pavla a kol. Dva roky s blogy Medium.cz. Seznam.cz, Praha 2025. ISBN 978-80-906633-0-5
- Havelka, Ondřej. Africké náboženské tradice: duchovní bohatství nejchudšího kontinentu. Dingir, Praha 2025. ISBN 978-80-86779-63-8 (recenzovaná monografie, recenzovali: prof. Kropáček, dr. Klapetek)

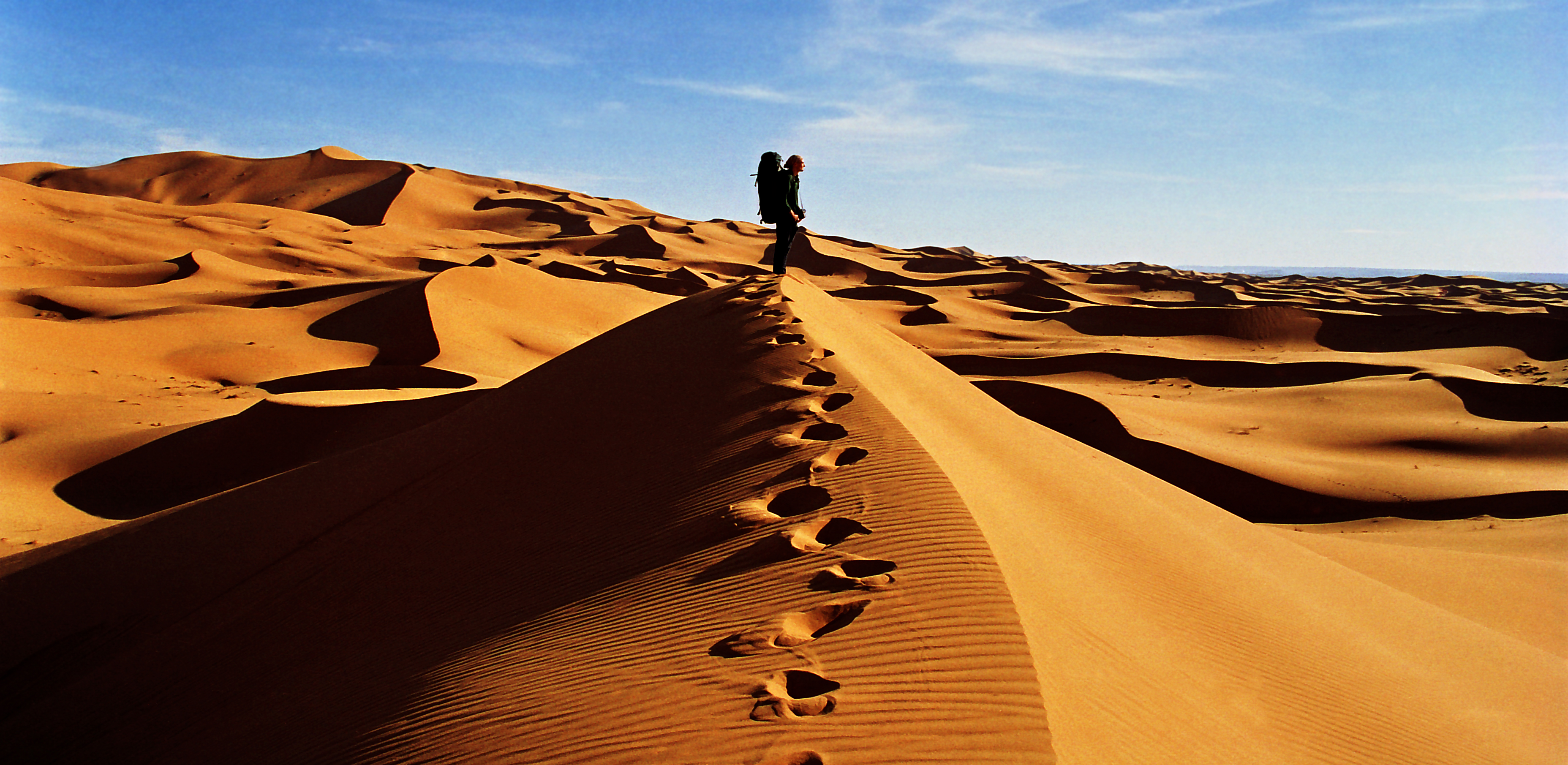
Sahara

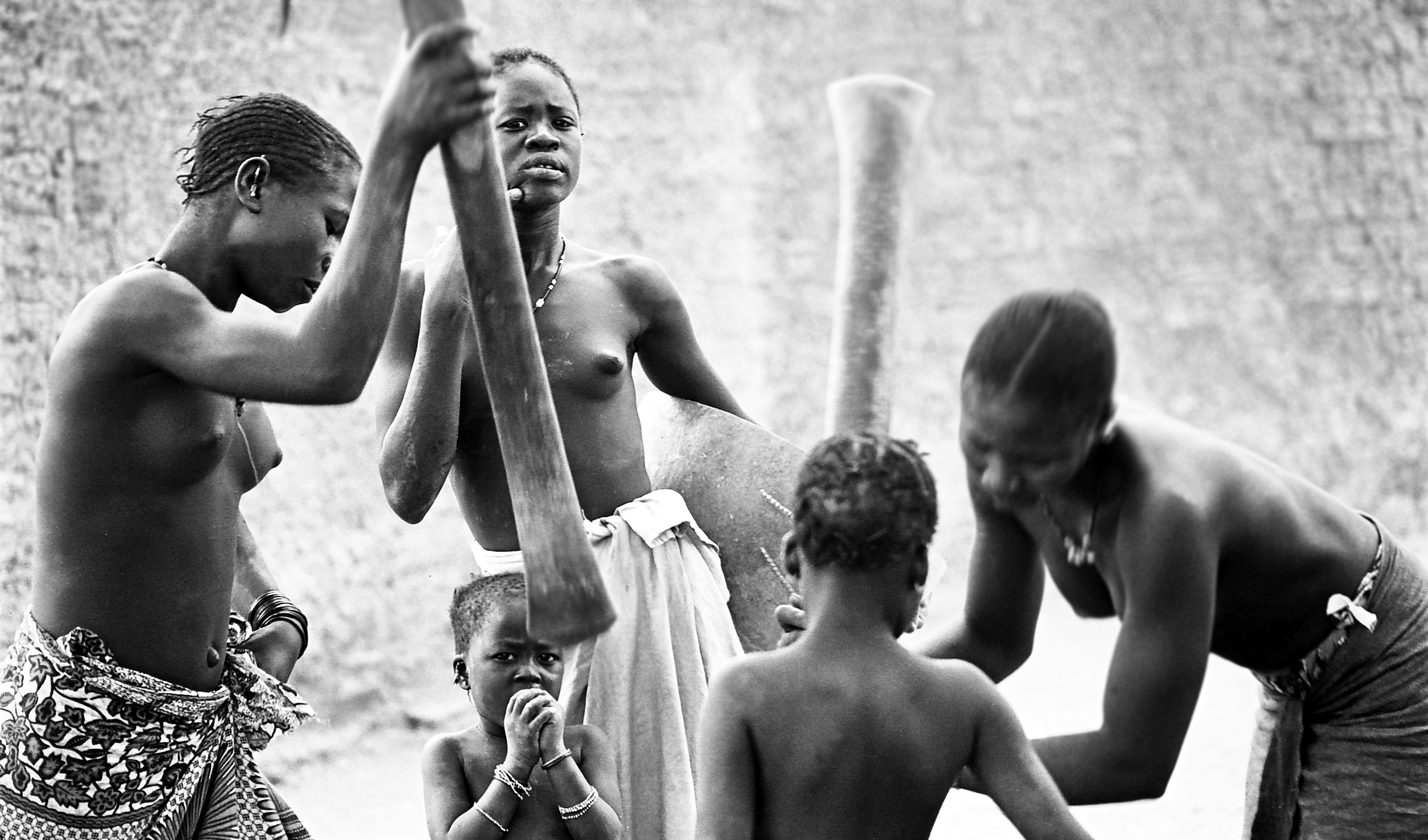
Bambara

## Odborné publikace (stručný výběr)[28]
- HAVELKA, Ondřej. The Syncretism of the Gabonese Bwiti Religion and Catholic Christianity from a Theological and Theological-Ethical Perspective. Acta Universitatis Carolinae Theologica, roč. 12, č. 1 (2022), s. 145–159. (Web of Science)
- HAVELKA, Ondřej. Odinala Traditional Religion as Part of Igbo Catholic Christian Identity. Communio Viatorum, roč. 66, č. 2 (2024), s. 139–153. (Web of Science)
- HAVELKA, Ondřej. The Yoruba Religion and Complex Interreligious Relations in Nigeria. Acta Missiologica, roč. 17, č. 2 (2023), s. 43–52. (Web of Science)
- HAVELKA, Ondřej. Synkretismus katolického křesťanství a západoafrického vodunu z teologicko etické perspektivy. Studia Theologica, roč. 23, č. 3 (2021), s. 149–174. (Web of Science)
- HAVELKA, Ondřej. Diferenciace teologického pojetí lidské osoby a osobnosti vzhledem k vybraným přístupům empirického funkcionalismu. Caritas et veritas, roč. 12, č. 2 (2022), s. 117–132.
- HAVELKA, Ondřej. Křesťanství v Africe: tři fáze christianizace a specifika africké teologie a spirituality. Theologická revue, roč. 92, č. 3 (2022), s. 291–309.
- HAVELKA, Ondřej. Dogonské náboženství: fakta vs. fantazie a problematika výzkumu. Nový Orient, roč. 76, č. 2 (2021), s. 33–41.
- HAVELKA, Ondřej. Teologicko-etický princip personality a jeho soudobé myšlenkové směry. Verba Theologica, roč. 39, č. 2 (2020), s. 98–109.
- HAVELKA, Ondřej. The Yoruba Religion, Chrislam and Selected Syncretisms. Acta theologica et religionistica, roč. 11, č. 2 (2022), s. 57–62.
- HAVELKA, Ondřej. Islám v Africe: Pevná tradice, výjimečné univerzity i synkretismy. Dingir, roč. 26, č. 1 (2023), s. 2–6.
- HAVELKA, Ondřej. Labrets, Scarification, Skull Deformation and the Unavailable God Tumwi. Ethiopian Mursi Religion and Syncretism with Christianity. Acta theologica et religionistica, roč. 13, č. 1 (2024), s. 13–19.
- HAVELKA, Ondřej. Náboženství afrických etnik Himbů a Hererů: nejvyšší bůh Mukuru a jeho transformace v Trojjediného. Dingir, roč. 25, č. 3 (2022), s. 86–88.
- HAVELKA, Ondřej. Problematické sociální vztahy v Beninu: Nebeská církev Kristova jako ostrá opozice synkretismu katolického křesťanství a vodunu. In: SMUTEK, Martin. Politické, ekonomické, sociální a technologické výzvy pro sociální práci. Hradec Králové: Nakladatelství Univerzity Hradec Králové Gaudeamus, 2021, s. 73–77.Himba

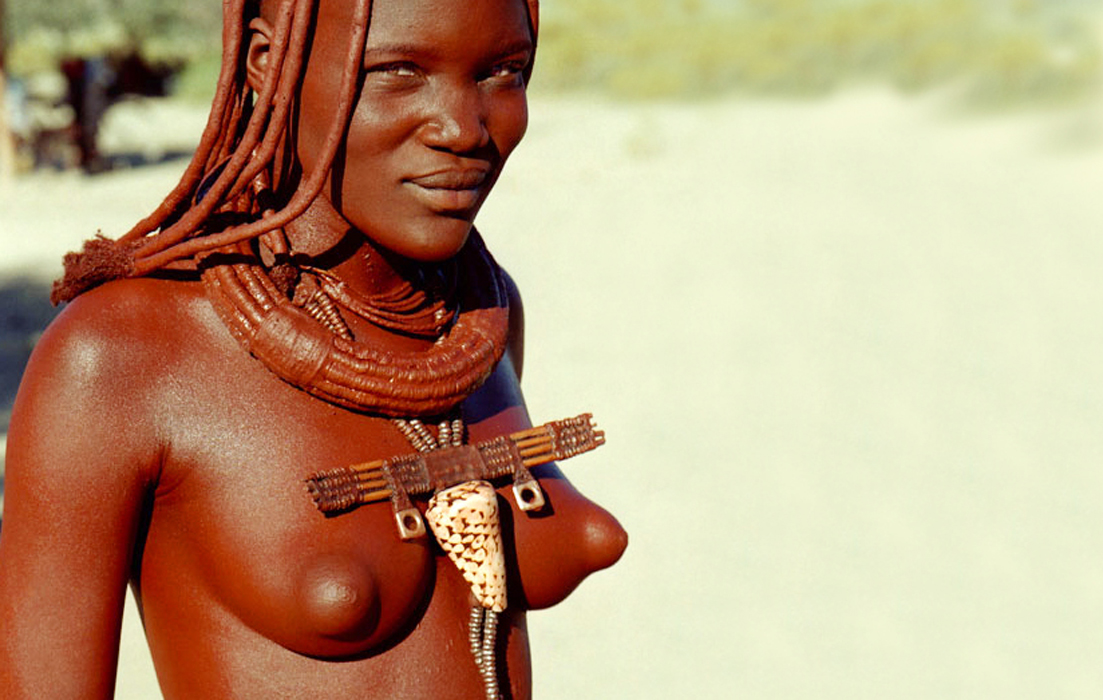
Himba

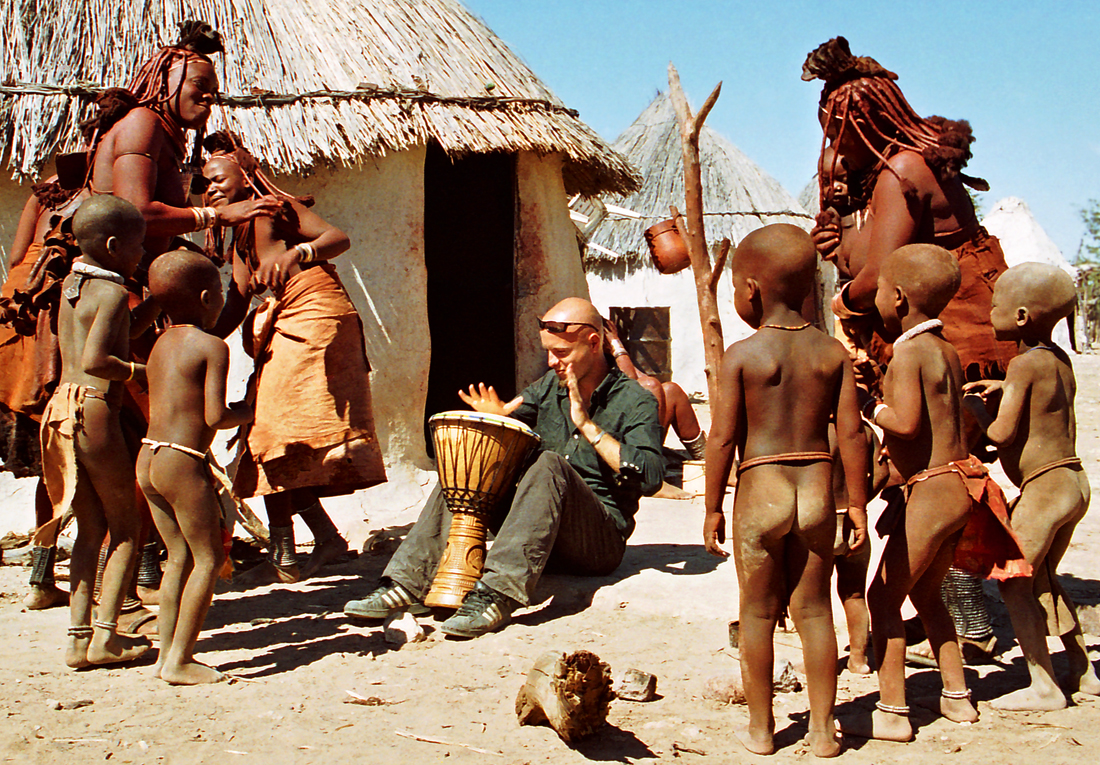
Himba

Havelka publikoval desítky odborných studií, recenzí a peer review pro další odborné časopisy a sborníky jako Religio, Central European Journal for Contemporary Religion, AUC Theologica, Teologická reflexe, Nový Orient, Communio Viatorum, Acta Missiologica, Studia Theologica, Acta theologica  et religionistica a další.

## Audioknihy
- Temnota, Daniel. Politik, psychopat, zabiják, 2025[30]
- Havelka, Ondřej. Africké křesťanství a africký islám, 2023[31]
- Havelka, Ondřej. Africké příběhy, 2023[32]
- Havelka, Ondřej. Satan a temné postavy svatých Písem, 2023[33]
- Havelka, Ondřej. Starý zákon pohledem poutníka, 2023[34]
- Havelka, Ondřej. Podivuhodná dobrodružství trpaslíka Feriny, 2017 (ilustrace Kristýna Plíhalová)[35]
- Havelka, Ondřej. Jak se trpaslík Ferina stal egyptským faraonem, 2017 (ilustrace Kristýna Plíhalová)[36]
- Havelka, Ondřej. Napříč nahou Afrikou, 2017[37]

## e-publikace
- Havelka, Ondřej. Teologicko-etická reflexe firemního in-house lobbingu v českém stavitelství. Univerzita Karlova, 2023.[38]
- Havelka, Ondřej. Politika firemní pohostinnosti ve světle křesťanské etiky. Univerzita Karlova, 2018.[39]
- Havelka, Ondřej. Morální aspekty klonování člověka ve světle křesťanské etiky. Univerzita Karlova, 2014.[40]
- Havelka, Ondřej. Podivuhodná dobrodružství trpaslíka Feriny, IN, Jablonec nad Nisou 2016. (ilustrace Kristýna Plíhalová) ISBN 978-80-87821-03-9 (epub), ISBN 978-80-87821-04-6 (pdf)